# Vella Lavella-i csata
A Vella Lavella-i csatát az amerikaiak és a japánok vívták a második világháborúban, 1943. október 6-án a Csendes-óceánon. Az ütközet japán győzelemmel végződött, és lehetővé tette számukra, hogy evakuáljanak csaknem 600 katonát Vella Lavella-sziget északnyugati partjáról, miután az amerikaiak elözönlötték a területet.

## Előzmények
Az amerikai csapatok 1943. augusztus 15-én kis ellenállás mellett partra szálltak Vella Lavella szigetén. A japán katonák az előrenyomuló amerikaiak elől visszavonultak Horaniuba, a kikötőbe. Október 1-jére nagyjából 600 japán zsúfolódott össze a településen, a sziget északnyugati sarkában. A hadvezetés úgy döntött, hogy evakuálja őket. Idzsuin tengernagy kilenc rombolót – Akigumo, Iszokaze, Kazegumo, Sigure, Szamidare, Jugomo, valamint a katonák szállítására kiszemelt Fumizuki, Macukaze és Junagi – gyűjtött össze. A rombolók mellett 12 egyéb kisebb hajó, köztük kétéltű partra szállító egységek is részt vettek az akcióban.

## Ütközet
Október 6-án 6.14 órakor a Sigure és a Szamidare védelmében a szállító rombolók elindultak a kiürítés leendő helyszíne, a Marquana-öböl felé. Az amerikaiak délután fedezték fel őket, de mindössze három rombolót – O'Bannon, Selfridge és Chevalier – tudtak ellenük küldeni. Három másik rombolót – Ralph Talbot, Taylor és Lavallette – leválasztottak egy konvojról, és Vella Lavella nyugati partjaihoz irányítottak.
Az első három amerikai romboló távolról nyitott tüzet a jóval erősebb japánokra, hogy dél felé hajtsák őket. A japánok a csapatszállításra kiszemelt rombolókat visszafordították. Idzsuin először nyugat, majd dél felé haladt Vella Lavella partjai körül, hogy elcsalja az amerikaiakat az evakuálás helyszínéről. Úgy tervezte, hogy később megfordul, és biztonságosabb vizeken felveszi a harcot az amerikaiakkal.

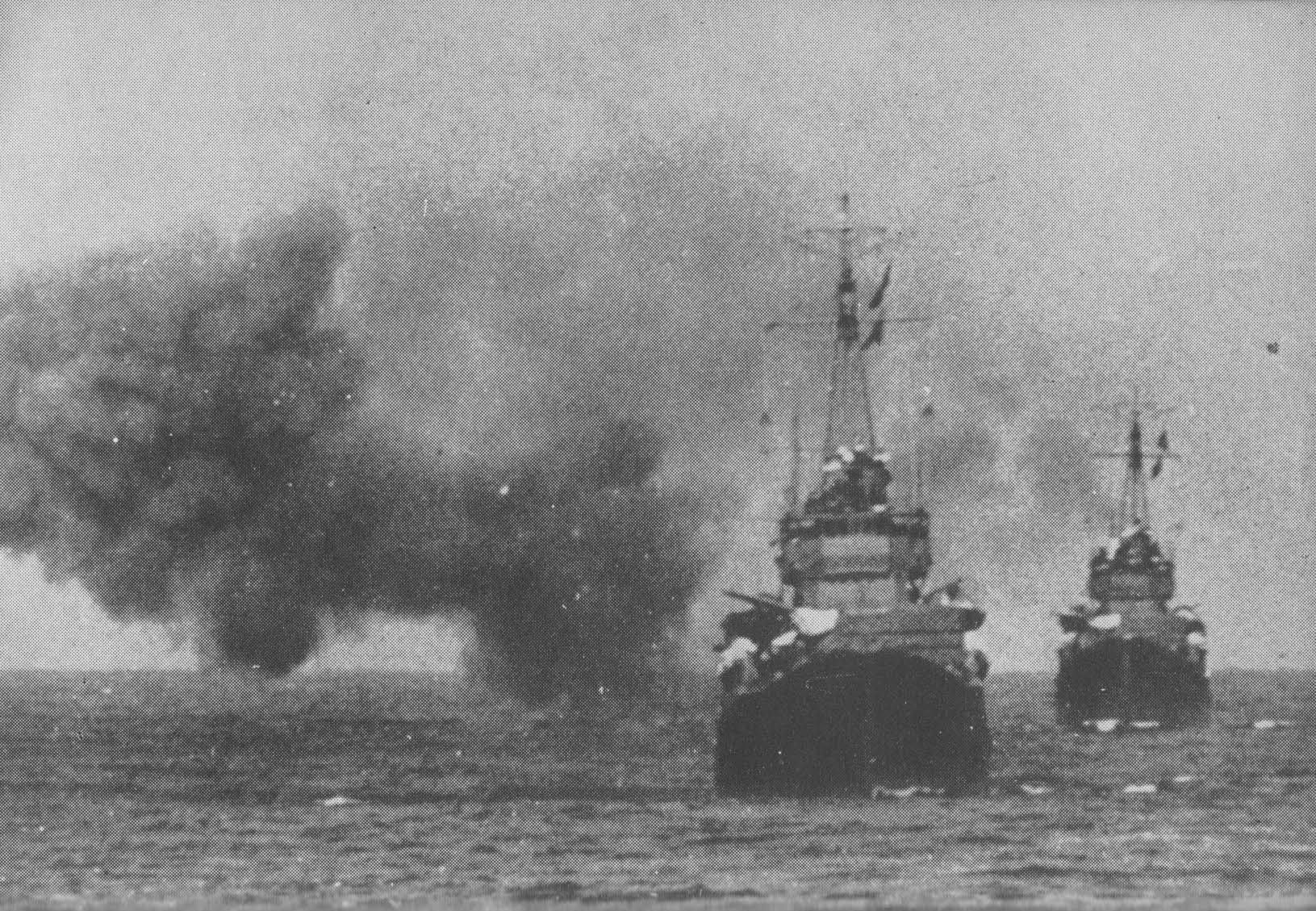
A Sigure és a Szamidare

A japán flotta 22.48-kor végrehajtotta a manővert. Kevéssel ezután az amerikai hajók tüzet nyitottak, fő célpontjuk a Jugomo volt, amely nyolc torpedót indított. Kevéssel 23 óra után a hajó torpedótalálatot kapott, és végzetesen megrongálódott. A Jugomóval tartó három romboló dél felé fordult, hogy elszakadjon a nyugat felé tartó amerikai hajóktól. A Jugomo egyik torpedója eltalálta a Chevaliert, amelynek berobbant a lőszerraktára. Néhány perccel később a Chevalier beleütközött az O'Bannonba, ami végül könnyebbé tette a sebesültek mentését és a hajó megmentésére tett kísérleteket.
Az egyetlen harcképes amerikai romboló, a Selfridge tüzet nyitott a Sigurére és a Szamidarére, miközben azok délkelet felé tartottak. Mindkét hajó válaszolt, és 16 torpedót indított, amelyek közül egy 23.06-kor eltalálta a Selfridge-et. A hajó csúnyán megsérült, de mozgásképes maradt. A japánok értesültek a közeledő friss amerikai erőkről, ezért Idzsuin a csatatér elhagyásáról döntött. Hetedikén kevéssel éjfél után az amerikai rombolók feladták az üldözést, és a sérült hajók mentésére fókuszáltak. A Chevalier menthetetlen volt, 301 fős legénységéből 250-et sikerült megmenteni. Miután mindenki elhagyta a hajót, egy torpedóval elsüllyesztették. A Selfridge október 8-án elérte a Purvis-öblöt.
Miközben az amerikaiak sérült rombolóikra koncentráltak, a japán szállítóhajók elérték a Marquana-öblöt, ahol 589 katonát vettek fedélzetükre, majd elhagyták a szigetet.